# Schrijven

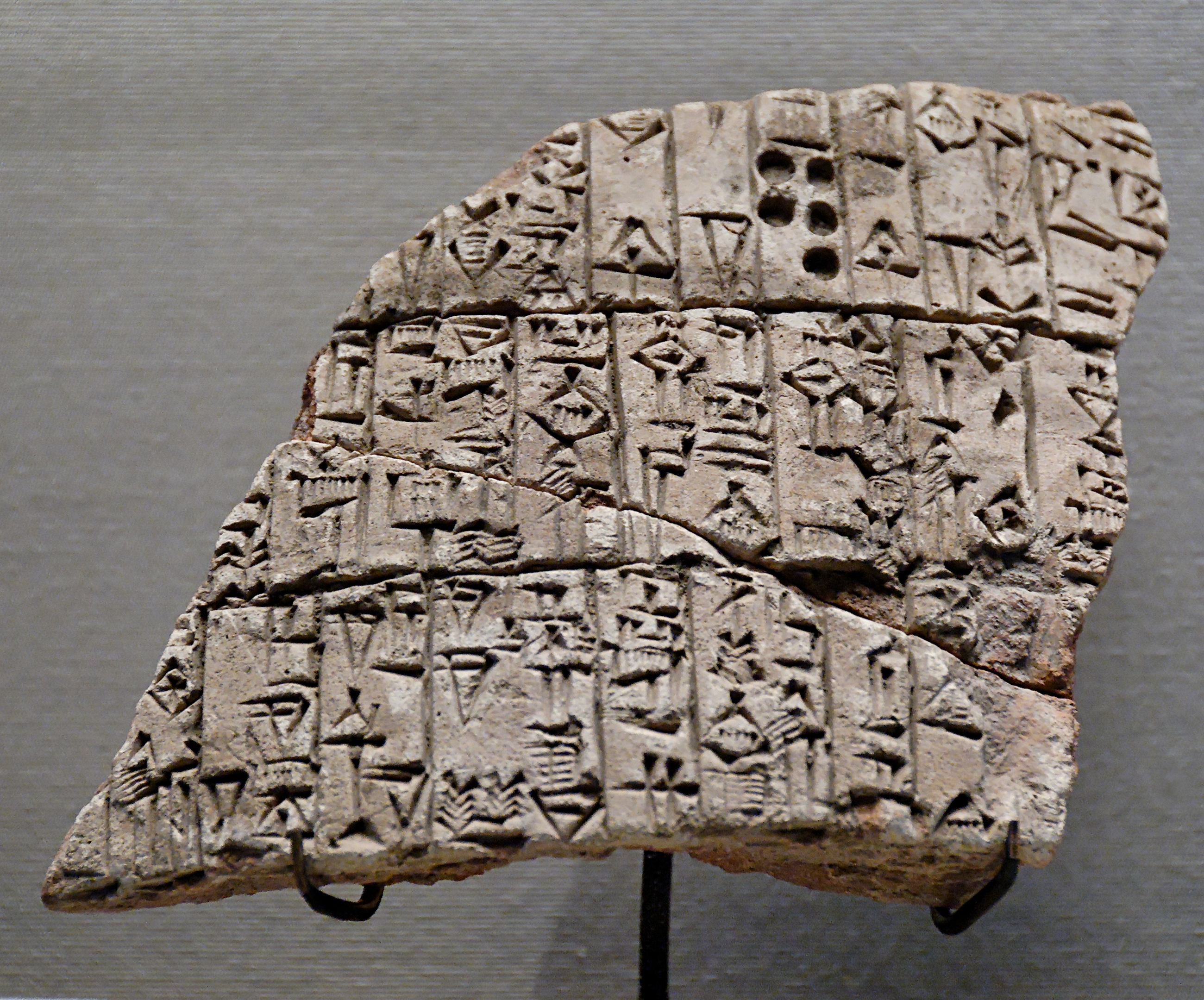
Waarschijnlijk zag het schrift 5000 jaar terug het levenslicht in Sumer en later in Egypte, de Indusvallei, China en in Meso-Amerika. Deze kleitablet wordt gedateerd ca. 2350 v.Chr.

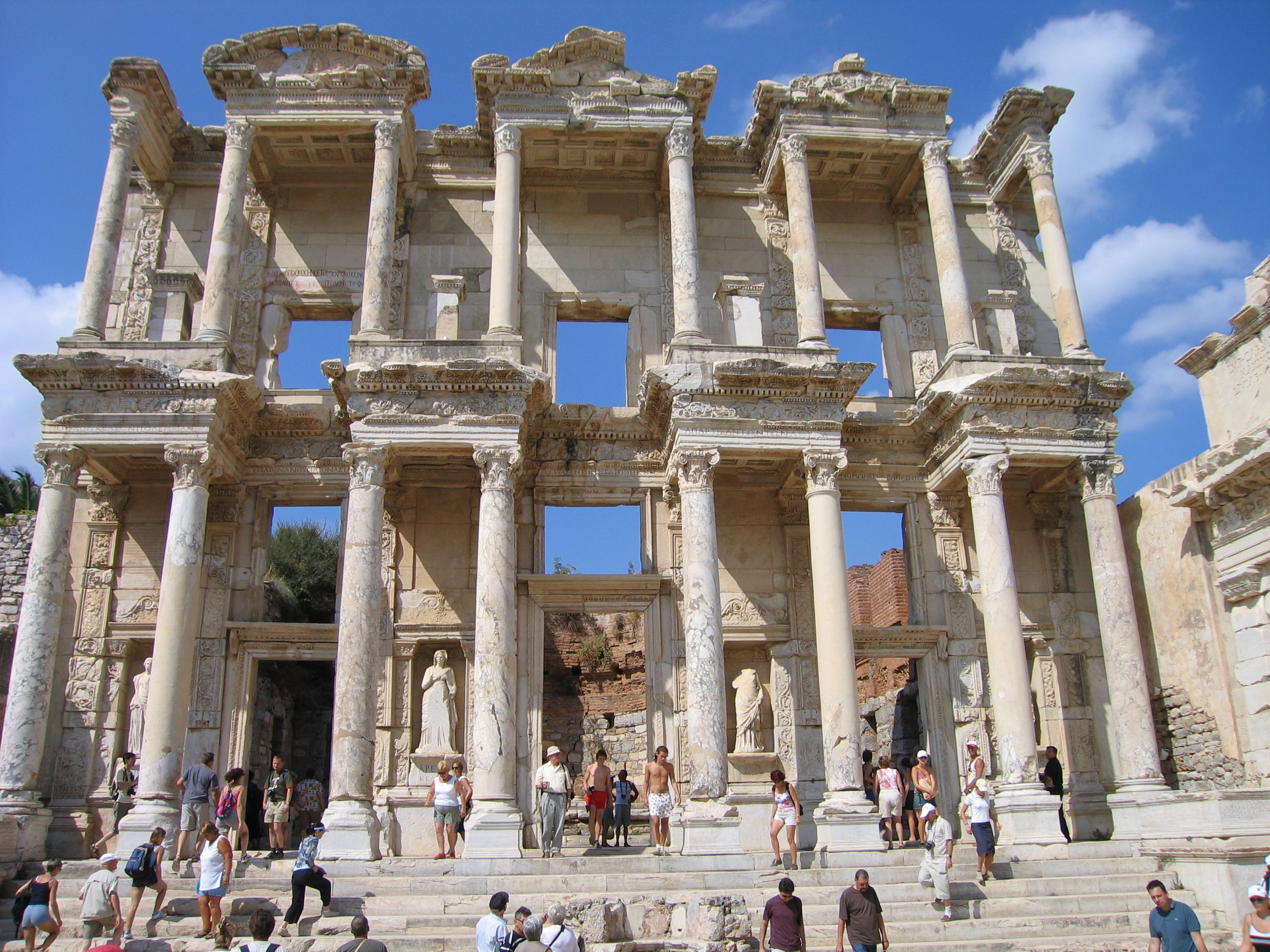
Restanten van de in de hellenistische tijd opgerichte Bibliotheek van Celsus in Efese, Turkije die meer dan 12.000 perkamentrollen bewaarde

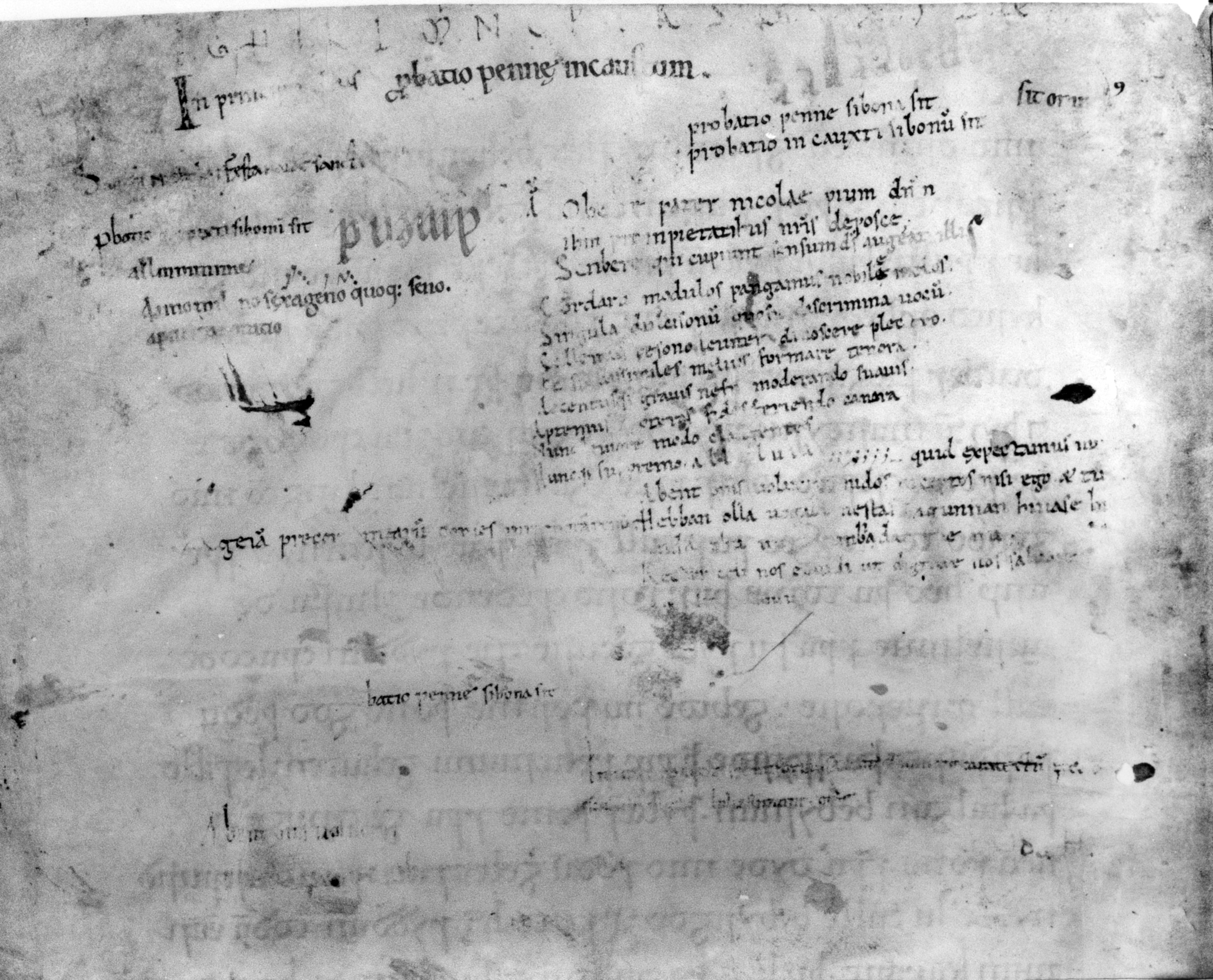
Het "Nederlandse" schrift bestaat ongeveer 1500 jaar en is afgeleid van het Romeinse alfabet. De vroegste sporen van het Oudnederlands dateren van ca. 425-450 (de runeninscriptie van Bergakker) en de 6e eeuw (de Salische wet) met de zin "Maltho thi afrio lito". Het betekent "Ik zeg je: ik maak je vrij, halfvrije". Een meer bekend, literair vers komt van een Vlaamse monnik: "Hebban olla vogala nestas bigunnan hinase hic enda thu wat unbidan we nu" wat staat voor "Alle vogels zijn aan hun nesten begonnen behalve ik en jij wel waarop wachten wij?"

Het schrijven met de hand gebeurde vaak in combinatie met het creëren. Tegenwoordig schrijven mensen hun tekst onmiddellijk in de tekstverwerker.

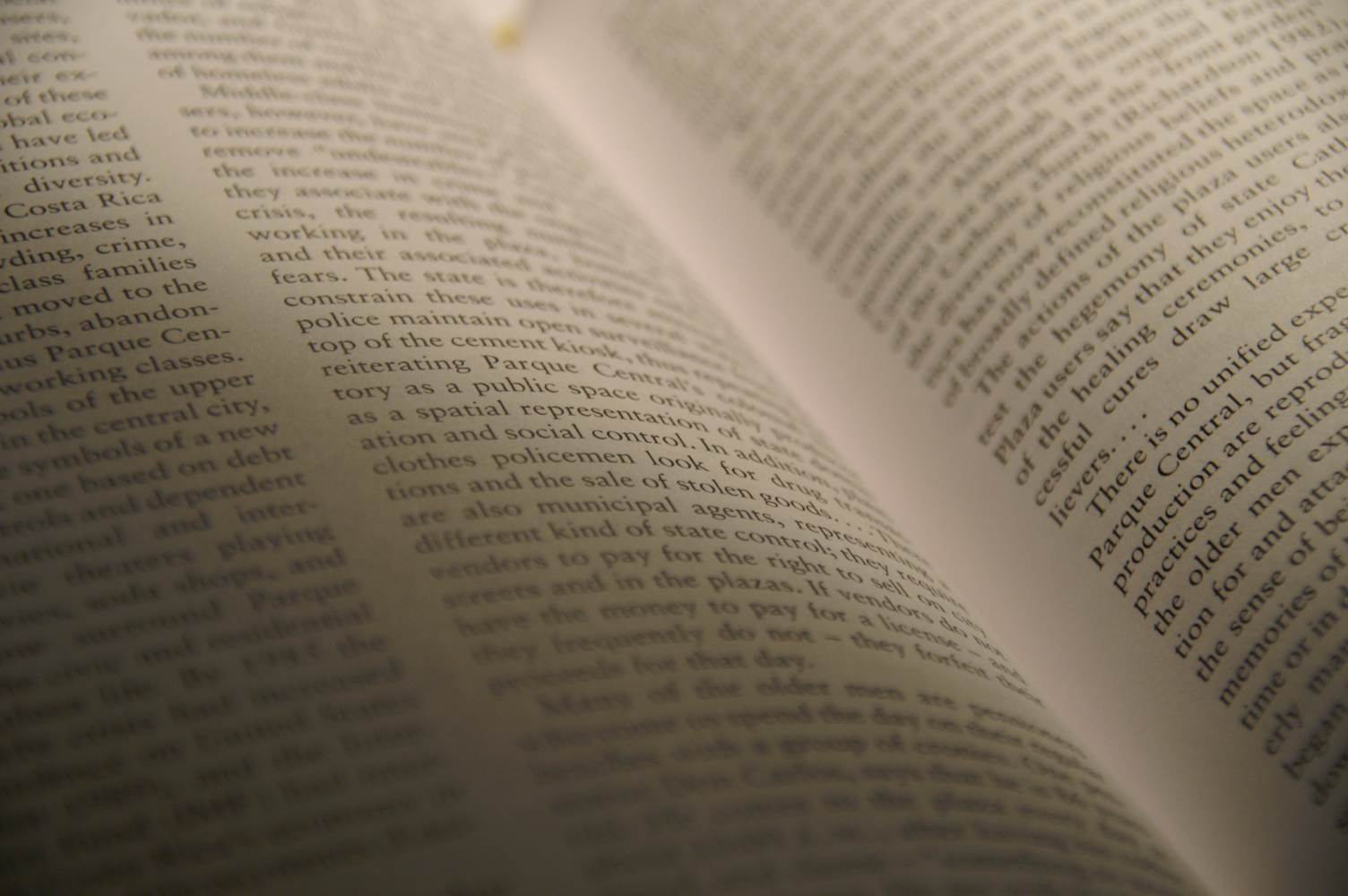
Schrijven resulteert in een tekst. Schrijven kan met de hand of machinaal.

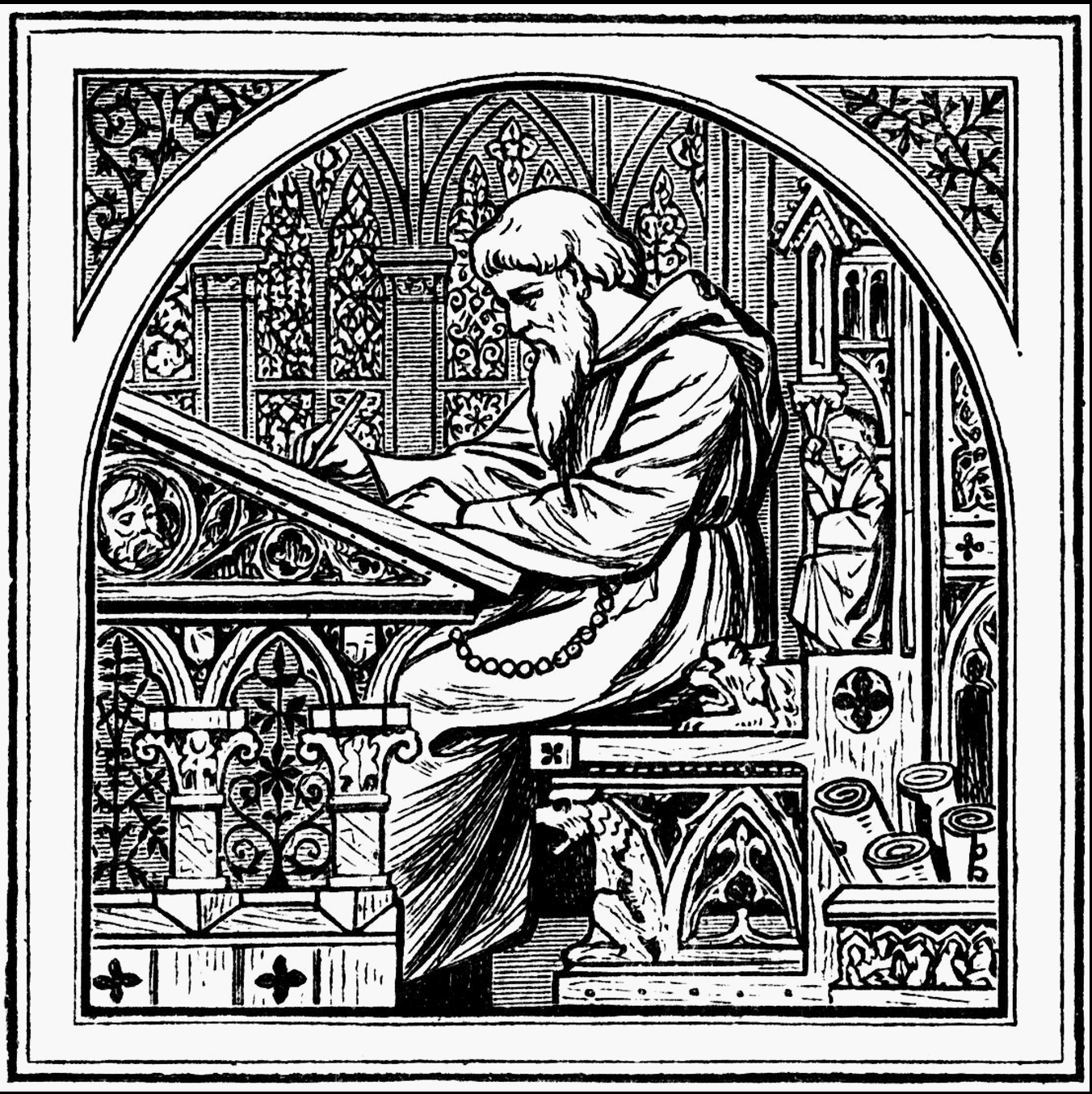
Middeleeuwse illustratie van een christelijke kopiist die aan het (over)schrijven is. Tot en met de uitvinding van de boekdrukkunst verloopt het creëren van teksten langzaam.

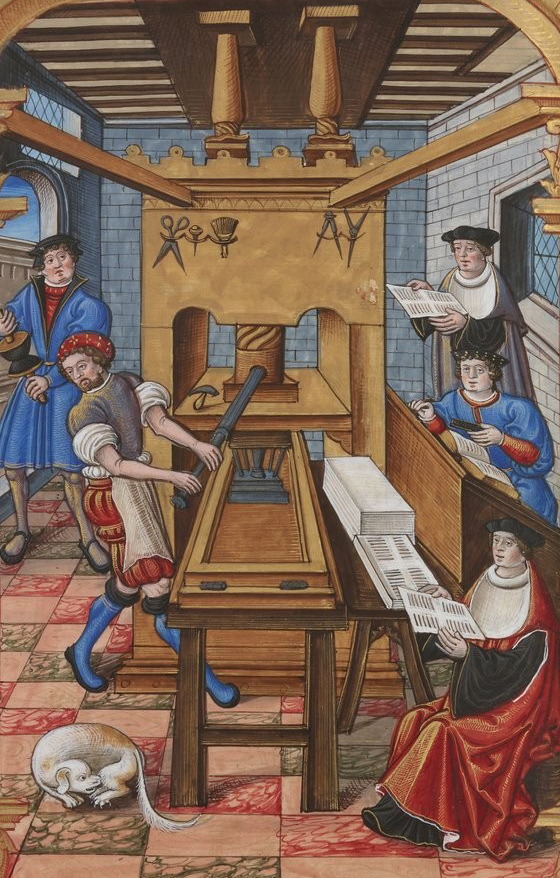
De boekdrukkunst gaf het schrijven en het lezen een enorme duw in de rug. De boekenproductie verhuisde van de middeleeuwse kloosters naar drukkerijen in steden. Vanaf het midden van de vijftiende eeuw kwam een ongekend aantal boeken op de markt.

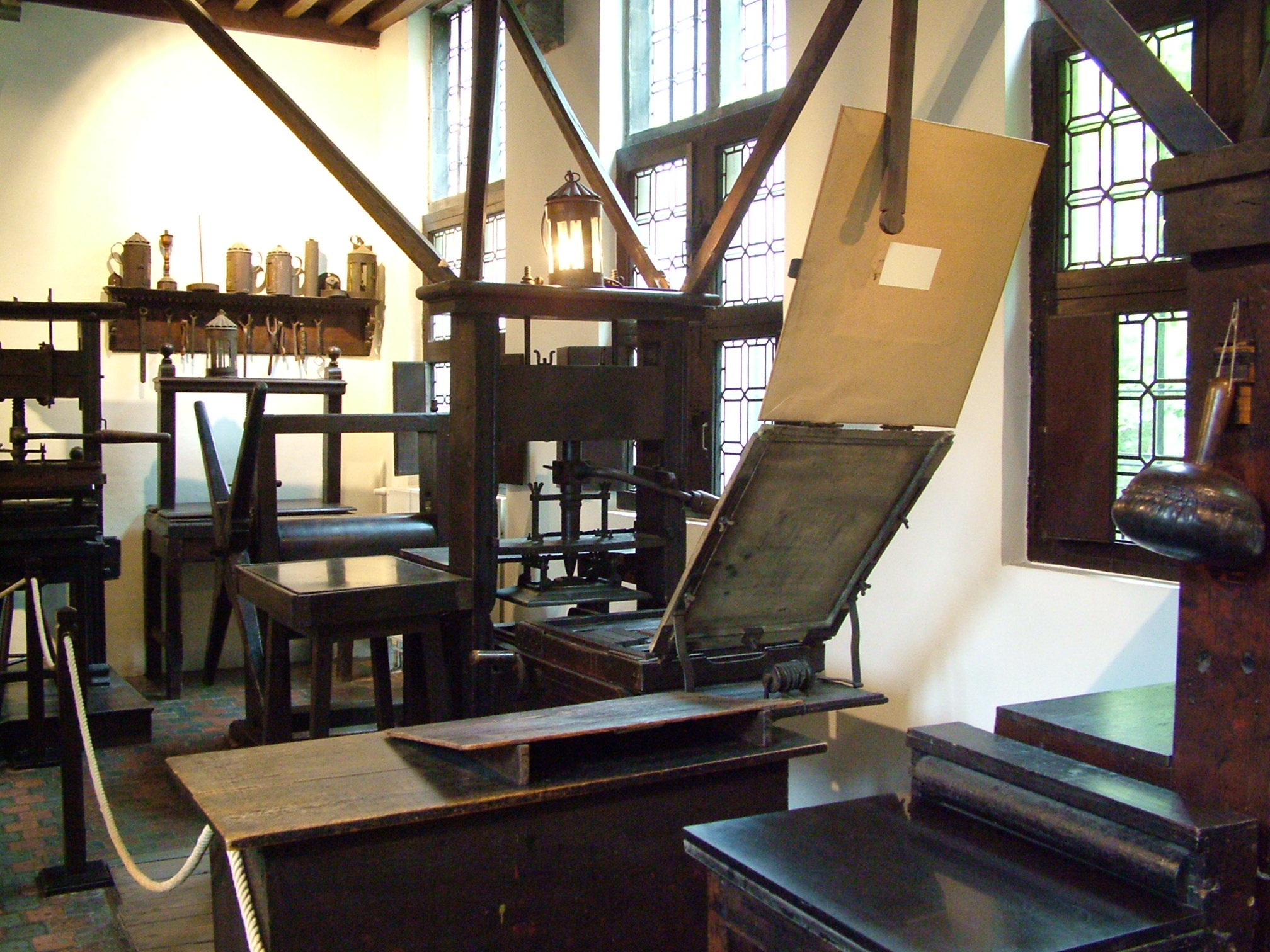
In 1555 sticht Christoffel Plantijn in Antwerpen een drukkerij. Hij drukte zowel humanistische, katholieke en protestantse geschriften, het Dictionarium Tetraglotton (1562) en het Thesaurus Theutonicae linguae, het eerste Nederlandstalige woordenboek in 1573.

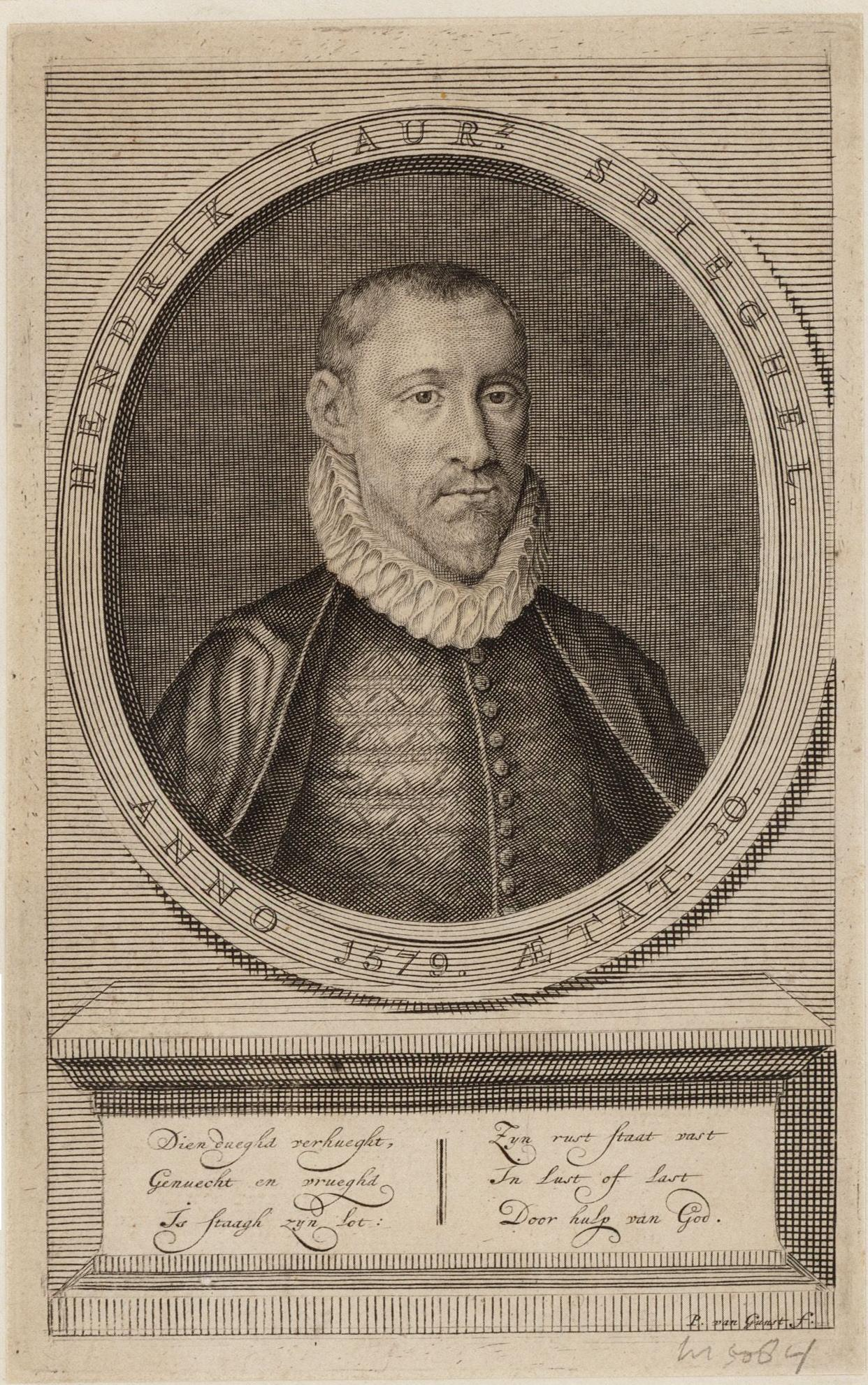
Hendrik Laurensz. Spieghel (1549-1612)
publiceerde de eerste Nederlandse grammatica in 1584 onder de titel 'Twe-spraack.' Het verscheen bij Plantijn.

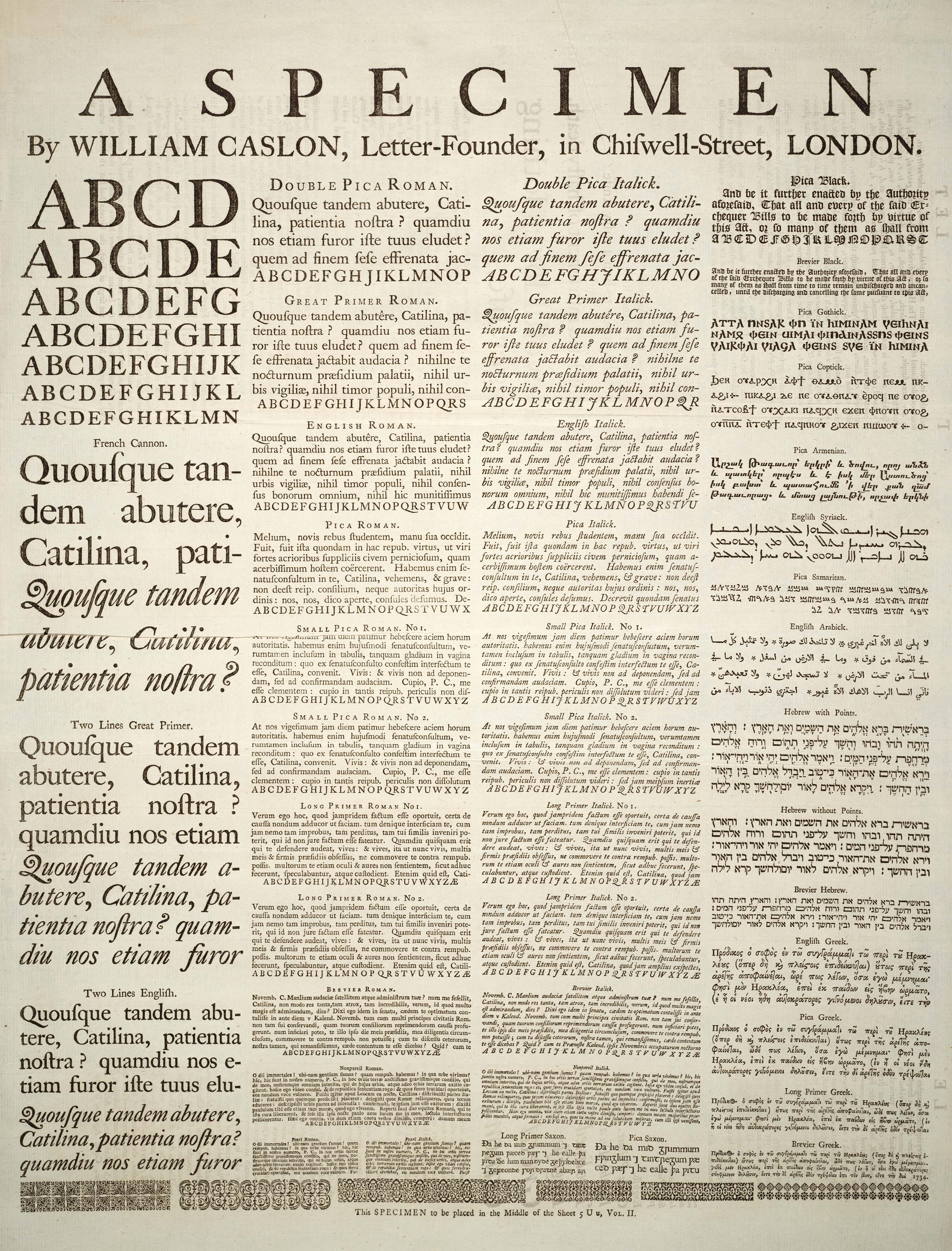
Variaties van lettertypes en talen van de lettergieter William Caslon

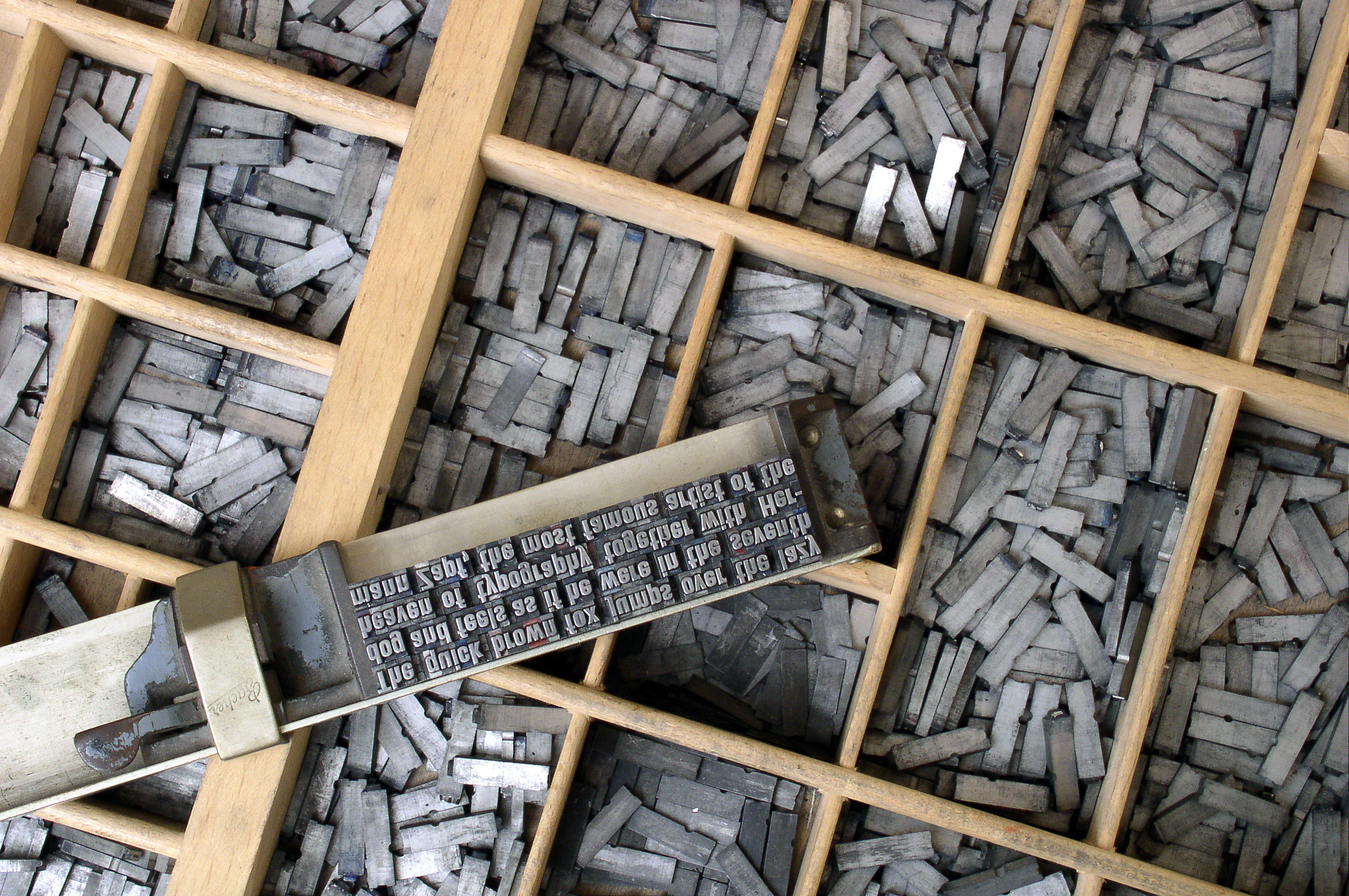
Met 26 letters gaat een schrijver aan de slag om zich uit te drukken. Paul Guldin, een Zwitsers jezuïet en wiskundige, berekende in 1622 hoeveel woorden er te vormen waren met het toenmalige alfabet van 23 letters: zeventigduizend miljard miljard woorden, waarbij de langste woorden 23 letters telden en sommige onuitspreekbaar waren. De woordenmassa zou 257 miljoen miljard boeken (met 1000 pagina's per boek en 6000 letters per pagina) vergen en 8.052.122.350 bibliotheken (met een opslagcapaciteit van 132 kubieke meter) vullen. De beschikbare aardoppervlakte zou slechts 7.575.213.799 van zulke bibliotheken kunnen huisvesten.

De Boekenworm van Carl Spitzweg

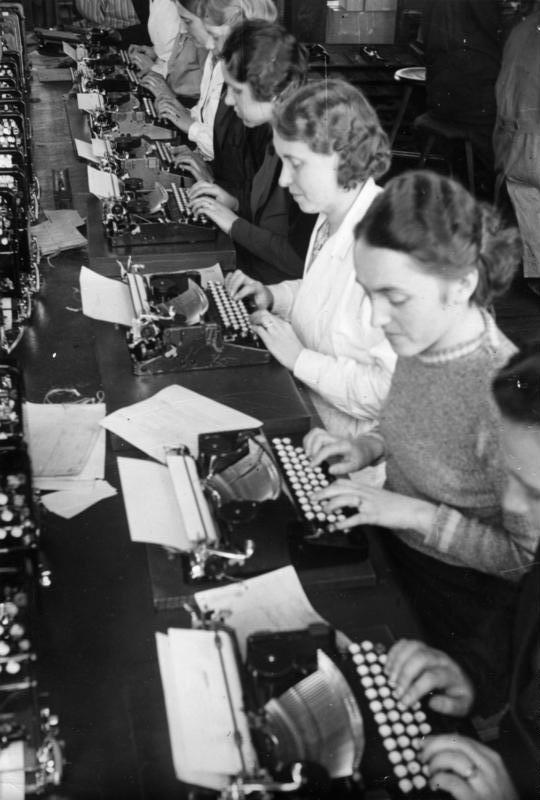
Typen en tekstverwerking, hulpmiddelen bij het schrijven of overschrijven

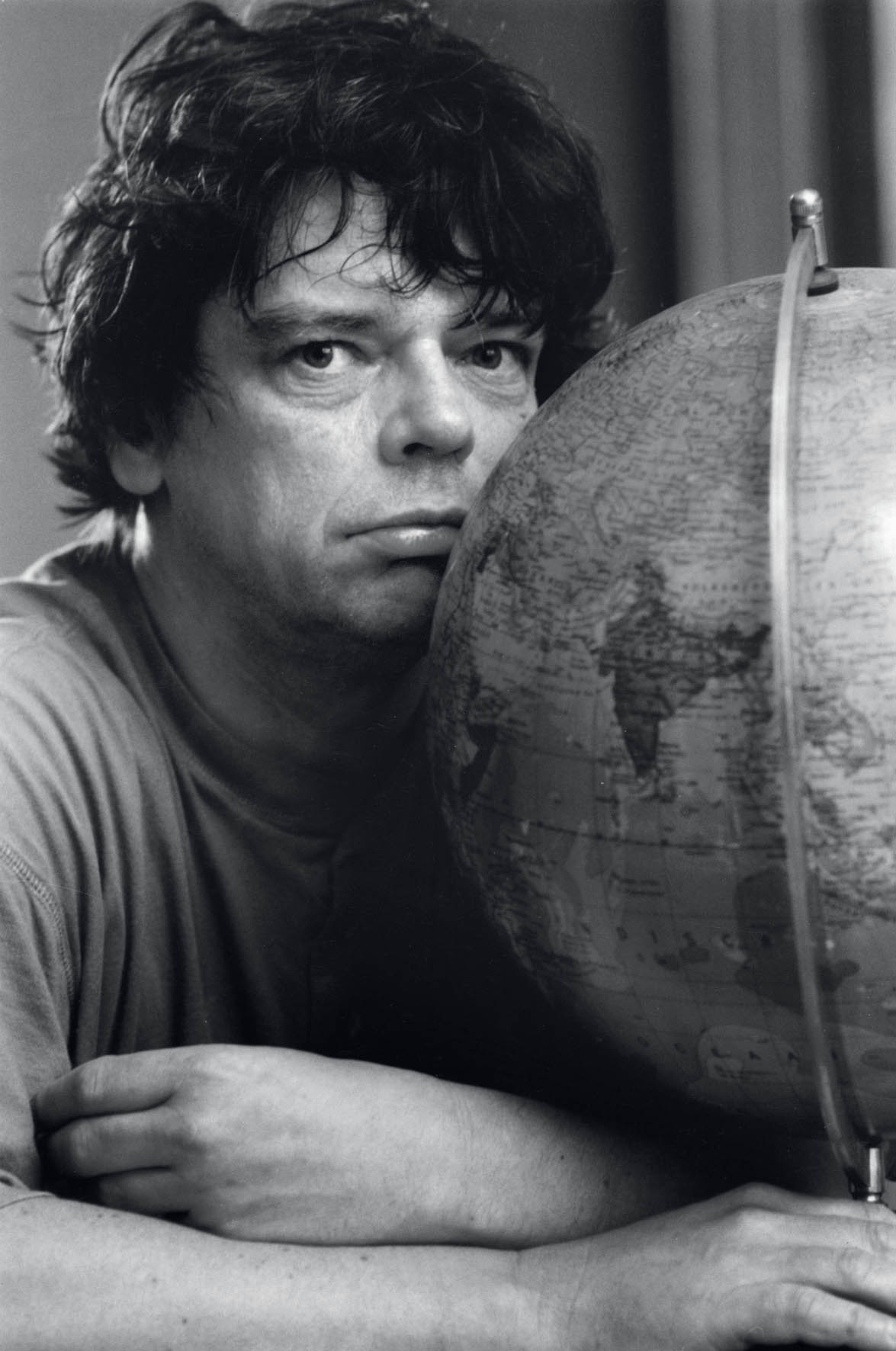
Boudewijn Büch (1948-2002) was zowel schrijver als bibliofiel. In zijn herenhuis aan de Amsterdamse Keizersgracht had hij een drie verdiepingen tellende bibliotheek in empirestijl met een collectie van 100.000 banden waaronder zeer zeldzame exemplaren.

Schrijven is het maken van originele tekst of de taalweergave via een medium door tekens of symbolen van een schrift te gebruiken.
Wie een tekst creëert is een auteur. Dit kan professioneel (betaald) zoals stadsdichters, schrijvers, historici en journalisten doen of onbetaald als amateur. Schrijvers ontwikkelen een eigen schrijfstijl. Daarnaast betekent schrijven ook het produceren van een handgeschreven tekst, zelfs als die qua inhoud niet origineel is (bijvoorbeeld overschrijven, of een gedicteerde tekst opschrijven). "Geschreven media" zijn communicatiemiddelen met veel tekst in niet-gesproken vorm, op papier of elektronisch, zoals kranten en tijdschriften.

## Geschiedenis en doel
Schrijven breidt de menselijke taal uit in tijd en ruimte doordat het de mogelijkheid biedt op een andere plaats en in een andere tijd kennis te nemen van wat iemand zei. Schrijven begon waarschijnlijk in oude culturen als een bijproduct van economische en politieke expansie. Deze culturen hadden een betrouwbaar middel (in tegenstelling tot het geheugen) nodig om hun boekhouding of politieke en historische informatie van de periferie naar het centrum over te brengen. Rond het 4e millennium voor Christus, zorgde de complexiteit van de handel en de administratie voor het permanent registreren en presenteren van transacties. Zowel in Meso-Amerika als in het Oude Egypte ontwikkelde het schrift zich uit de kalenders. Andere culturen bleven (voorlopig) schriftloos. Een cultuur die begint te schrijven maakt de overgang mee van de prehistorie naar de historie. Het schrift en het kunnen lezen blijft tot in de hogemiddeleeuwen, tot 1200, een vaardigheid die voorbehouden is voor de geprivilegieerde klasse van de priesters en van de adel. Met de komst van de universiteiten rond het jaar 1200 komen er studenten die kunnen lezen en schrijven. Daarnaast is er de middelstand. Ambachtslieden die een administratie bijhouden en dus de basisbeginselen van schrijven, lezen en rekenen beheersen. Dat tot de late middeleeuwen alleen de geestelijken kunnen lezen is een hardnekkige fout. Met de komst van de boekdrukkunst, het protestantisme en de renaissance neemt de alfabetisering van bredere lagen van de bevolking toe en sinds de tweede industriële revolutie en de leerplicht is schrijven een vak in de basisschool en het ontwikkelen van een leesbaar handschrift een van de kerndoelen. Tegenwoordig schrijven mensen vanuit meerdere motieven: communicatief, therapeutisch of recreatief. Schrijven is behalve informatief en documentair ook exploratief en creatief. In Nederland schrijft meer dan één miljoen personen gedichten en verhalen. Voor Vlaanderen zijn er geen cijfers maar schrijfwedstrijden illustreren dat het aantal schrijvers hoog ligt.

## Hulpmiddelen
Een alfabet van 26 letters, een reeks diakritische tekens en leestekens zijn de bouwstenen voor het schrijven. Letters laten zich combineren tot woorden, woorden vormen zinnen, zinnen worden alinea's, alinea's worden paragrafen, en paragrafen hoofdstukken. Samen vormen de hoofdstukken een boek of monografie. Die boeken vinden hun weg naar een bibliotheek of naar een verzamelaar. Schrijvers maken gebruik van diverse hulpmiddelen bij het zoeken naar inspiratie, bij het maken van de tekst en de redactie erop.

### Manueel of elektronisch
Het schrijven met de hand gebeurde vaak in combinatie met het creëren. Een tekst werd vervolgens uitgetikt en tweemaal gecorrigeerd. Uitzonderingen op de tekstcreatie zijn het overschrijven en het opschrijven van een gedicteerde tekst. Het resultaat is een handgeschreven tekst. Iemands manier van schrijven is het handschrift. De term handschrift is ook een verzamelnaam voor documenten die met de hand geschreven zijn.
Een handgeschreven tekst dient wel "leesbaar" te zijn, anders kan het niet of nauwelijks dienst doen om informatie over te dragen. Herkenbaarheid en regelmaat in de lettervorm zijn daarbij een eerste vereiste. Schrift bestaat ook als kunstvorm: dat heet: schoonschrift of kalligrafie.
Bij een codicil is het handschrift een juridisch vereiste. Schrijven wordt onderscheiden van het maken van een afbeelding, zoals een tekening of schilderij. Elektronisch schrijven gebeurt met een typemachine, een telefoon of een pc en creëerde hulpmiddelen die voorheen ondenkbaar waren. Lay-out is niet langer het exclusieve domein van de drukker. Tegelijk doken nieuwe valkuilen op voor schrijvers: het versiebeheer en het steeds herschrijven maakt teksten als het ware vloeibaar.

### Correct schrijven
- Spellingsregels
- Dt-fouten
- Grammaticaregels
- Afkortingsregels
- Getallen schrijven
- Een spellingscorrector

### Creatief schrijven
- De creativiteit stimuleren
- Automatisch schrijven
- Het gebruik van strakke regels zoals in het alexandrijn, de haiku of een sonnet[6]
- De zes denkhoeden van Edward de Bono
- Woordenboeken
- Beeldwoordenboeken
- Synoniemenwoordenboeken in de tekstverwerker.
- Citatenwoordenboeken
- Lijsten van spreekwoorden en gezegden
- Lijsten van stijlfiguren
- Lijst van woordspelingen

### Systematisch schrijven
- Vertaalmachines
- De Elsschotproef
- Steekkaarten of fiches
- Een schrijfboekje als de Moleskine
- Titels en tussentitels (kopjes)
- De automatische inhoudstafel
- De woordenteller
- De paginering
- De index-generatie.

## Schrijffasen

### De vormkeuze
Schrijfwerk neemt veel vormen aan, van eenvoudig tot complex: een advertentie, een advertorial, een artikel, een baseline, een bedrijfsblad, een beleidstekst, een blog, een bibliografie, een biografie, een boek, een brief, een brochure, een casestudy, een doctoraat, een draaiboek, een draaiplan, een eindwerk, een e-mail, een enquête, een e-zine, een facebookstatus, een fact sheet, een factuur, een folder, een flyer, een internetartikel, een jaarverslag, een krant, een liefdesbrief, een memo, een mindmap, een monografie, een naslagwerk, een nieuwsbrief, een offerte, een persbericht, een personeelsblad, een postkaart, een publireportage, een rapport, een roman, een synopsis, een scenario, een sollicitatiebrief, een speech, een sms, een slogan, een stationsroman, een tagline, een testimonial, een themadossier, een vacature, een verhaal, een verkoopbrief, een verslag, een vertaling, een webtekst...

### Het onderwerp kiezen
Het eigenlijke schrijven verloopt gewoonlijk procesmatig en in stappen. Bij het kiezen van een onderwerp zijn vier of vijf basisvereisten nodig, vooraleer het onderwerp effectief wordt.
1. Het onderwerp moet de belangstelling van de schrijver wegdragen;
2. Er zijn (geschreven of mondelinge) bronnen beschikbaar;
3. De bronnen vallen binnen het referentiekader van de auteur;
4. De auteur heeft voldoende ervaring;

Umberto Eco voegt eraan toe dat de begeleider belangrijk is. Er zijn studenten die willen schrijven over thema A bij een docent deskundig in thema B. Ze doen dit omdat ze een docent vriendelijk vinden of lui zijn. De docent accepteert dit omdat de kandidaat aardig is, uit ijdelheid of onoplettendheid. In zo'n situatie is de docent niet in staat om de verhandeling te begeleiden en is de student niet in staat om te leren.

### Schrijffasen
Over het aantal stappen en de volgorde bestaan diverse opvattingen. Dit plan is gebruikelijk:
1. De opdrachtsverkenning
2. Wat weet de auteur al?
3. Informatie verzamelen
4. Ordenen
5. Een schrijfplan maken
6. Een kladversie
7. Herwerken
8. Redigeren of redactiewerk
9. Pretesten: commentaar op de eerste versie
10. Herschrijven tot definitieve versie

In werkelijkheid zijn de stappen niet exact van elkaar af te bakenen en lopen ze door elkaar: schrijven, lezen, schrappen, herschrijven, herlezen enzovoort. Het is niet nodig om over alle inzichten te beschikken om te beginnen met schrijven. Heel wat schrijvers komen al schrijvende tot nieuwe inzichten. De auteur houdt zowel bij het informatie verzamelen als bij het verwerken de w-vragen of de topische vragen in zijn achterhoofd.

### Lay-out
Daarna volgt de lay-out. Stanley Morison, de ontwerper van het lettertype Times New Roman, formuleerde in 1929 het begrip typografie als de kunst de letters en de witruimte zo te verdelen dat die overeenstemt met het doel van de tekst en de lezer helpt begrijpen. Typografie is de lichaamstaal van de tekst: een hulp om iets uit te drukken, te onderdrukken of te benadrukken.

## Tekstuele verbanden
Tijdens het schrijven heeft de auteur aandacht voor de inhoud van de tekst en voor de wijze waarop de tekst zich opbouwt. Dit laatste doet hij door verbanden te leggen tussen schijnbaar willekeurige tekstgedeelten. De lezer ziet deze verbanden niet altijd, de schrijver is er zich bewust van. Er zijn verschillende mogelijkheden.

### Een spreker introduceren
Vaststellingen, feiten en interpretaties zijn in een tekst te linken door iemand die het gesprek stuurt of het woord voert. Dit wordt vaak gebruikt in interviews. Een andere mogelijkheid is te werken zoals Dan Brown in De Da Vinci Code, waarbij hij een personage laat vluchten door een museum. Met de tegenpartij op de hielen struikelt hij over een kunstwerk waarbij hij de achtervolging onderbreekt om een geschiedenisles over dat kunstwerk aan te vatten.

### Associatief
Voorbeeld:
Ik neem de metro naar het stadscentrum. Een rammelend ding. De houten vloer is verrot en het ruikt er naar sinaasappelen. Er zitten alleen zwarten. Ze eten sinaasappelen. Voor het eerst heb ik het gevoel in Afrika te zijn. 's Anderendaags krijg ik van een blanke te horen dat ik blij mag zijn dat ik nog leef. Want die metro, jong jong jong, die zat vol messentrekkers. Ik zwijg over de sinaasappelen.

### Veronderstellende verbanden
Het veronderstellend verband gebruikt woorden zoals
- Blijkbaar
- Blijkelijk
- Schijnbaar
- Je mag aannemen dat
- Waarschijnlijk is
- Met een aan de zekerheid grenzende waarschijnlijkheid
- Indien
- Als

### Toelichtende verbanden
Het toelichtende verband verbindt een stelling, een veronderstelling of een waardeoordeel met de toelichting of verduidelijking. Een toelichting is geen voorbeeld. Bijvoorbeeld:
- De stelling verdient toelichting op verschillende vlakken...
- Met andere woorden...
- Anders gezegd...
- In concreto
- Of concreter...

### Illustratieve verbanden
Het illustratief verband plaatst bij de uitspraak een voorbeeld, een illustratie. De auteur gebruikt de woorden zoals:
- Zoals
- Bijvoorbeeld
- Ter illustratie
- Veelzeggend is...
- Illustratief is...
- Een typisch geval van
- In het oog springend is hierbij..
- Veel verduidelijkt als...

### Opsommende verbanden
Opsommende verbanden zetten de dingen op een rij. Dat kan op verschillende manieren (oplopend, aflopend, alfabetisch, stijgend, dalend, volgens hoofd- en bijzaken). De auteur kan gebruikmaken van woorden zoals:
- Vooreerst, vervolgens, ten slotte
- Ten eerste, ten tweede
- Primo, secundo, tertio
- Inleiding, paragraaf en subparagraaf 1, 2, 3, besluit

Een enumeratie gebruikt de opsomming om iets te benadrukken. Meestal er een climax of een anticlimax in, zoals in de openingsparagraaf uit 'Het parfum' van Patrick Süskind.
In de tijd waarover wij spreken heerste in de steden een voor ons moderne mensen nauwelijks voorstelbare stank. De straten stonken naar mest, de binnenplaatsen stonken naar urine, de trappenhuizen stonken naar bedorven kool en schapenvet, de ongeluchte kamers stonken naar muf stof, de slaapkamers naar vette lakens, naar klamme veren dekbedden en naar de doordringende weeë geur van po's. Uit de schoorstenen stonk zwavel, uit de looierijen stonk bijtend loog, uit de slachthuizen stonk geronnen bloed. De mensen stonken naar zweet en naar ongewassen kleren, uit hun mond stonken ze naar rotte tanden, uit hun maag naar uiensap en hun lijf riekte, als ze niet meer van de jongsten waren, naar oude kaas en naar zure melk en naar kankers en gezwellen. De rivieren stonken, de pleinen stonken, de kerken stonken, het stonk onder de bruggen en in de paleizen. De boer stonk, zo ook de priester, de gezel evenals de vrouw van de meester, heel de adel stonk, ja zelfs de koning stonk, als een roofdier stonk hij, en de koningin stonk als een oude geit, in de zomer net zo goed als in de winter.

### Vergelijkende verbanden
- Evenals
- Eveneens
- Evenzeer
- Zoals, net zoals
- In vergelijking met

### Tegenstellende verbanden
In een tegenstellend verband zijn zinnen of alinea's inhoudelijk tegengesteld. Het woordgebruik bestaat uit:
- Daarentegen
- Integendeel
- Contrasteert met
- Staat in schril contrast met...
- Niettemin
- Het tegendeel van
- De opponent van
- Maar, toch, echter
- Enerzijds, anderzijds
- In tegenstelling tot
- Niettegenstaande
- Desalniettemin

### Chronologische verbanden
Verbanden waar de tijd een rol speelt.
- Daarna
- Daarop
- Eerst
- Intussen
- Nadat
- Toen
- Een tijd (een uur, een dag, een week, een maand) geleden

### Uitwerkende verbanden
Het uitwerkende verband: de ene zin werkt uit wat de andere aankondigde.
Voorbeeld:
De volgende paragraaf verduidelijkt...

### Verklarende verbanden
Het verklarend verband noemt de oorzaak die leidt tot een gevolg. Dit verloopt vaak via de w-vragen: De oorzaak van iets wordt bevraagd met waarom, waardoor, waartoe en beantwoord met
- Om, omdat, omwille
- Opdat
- Door, doordat, door toedoen van
- Daar, daarom, daardoor
- Namelijk, immers, teneinde
- De reden, het motief, de achtergrond, de oorzaak,
- Met als doel...

Het gevolg wordt omschreven met woorden zoals
- Zodat
- Het resultaat, het bewijs,
- Het leidde tot...
- Hieruit / daaruit volgt

### Concluderende verbanden
Het concluderend verband wordt vaak in academische teksten gebruikt. Het laat na de gegevens een besluit volgen. De tekst bevat woorden zoals:
- Dus
- Samenvattend
- Concluderend
- Je kan stellen dat
- Met andere woorden
- We kunnen besluiten dat
- Alles samen genomen
- Dit betekent dat

### Verhullend taalgebruik
Het gaan om vage bewoordingen die niet hardgemaakt kunnen worden, bijvoorbeeld met holle frasen, die mooi of indrukwekkend klinken, maar bij nadere beschouwing weinig om het lijf hebben. Het kan gaan om beloftes of idealen die niet waargemaakt worden. 
- Steeds meer/vaker/langer
- X ondervindt internationale erkenning
- Y exposeerde in diverse toonaangevende galerieën
- Wetenschappers/Onderzoekers hebben ontdekt
- Artsen waarschuwen ervoor

## Over schrijven

### Spreekwoordenengezegdes
- Dit is met bloed geschreven.
- In 't net of in 't klad schrijven.
- Geschiedenis schrijven.
- Het is een goede dokter, maar hij weet van schrijven.
- Schrijf dat maar op je buik, dan kun je het met je hemd weer uitvegen.
- Het staat op zijn voorhoofd geschreven.
- Die functie is op zijn lijf geschreven.
- Het staat geschreven.
- Het staat in de sterren geschreven.
- De hoeveelste schrijven wij vandaag?

### Citaten
- "Eet hij nu paardenvlees? Waar gaan we dat schrijven?" (Hugo Claus)
- "Schrijven zoals je praat, dat is precies hetzelfde als op het strand lopen in je blote gat." (Willem Frederik Hermans)
- "Hij moest schrijven en wrijven om 's zondags een mis te kunnen laten lezen." (Gerard Walschap)
- "Het schrijven van een kortverhaal is als een affaire met een minnares. Er is geen tijd voor te veel bijfiguren en nevenintriges. Het einde komt snel en onverwachts, hoewel het niet altijd pijnloos is." (Arnon Grunberg)

### Schrijven als cultureel erfgoed
In juni 2019 kwam het 'schrijven met de hand' op de Inventaris Immaterieel Cultureel Erfgoed Nederland omdat het erop lijkt dat mensen (ook op scholen) steeds minder schrijven. Volgens Dick Schermer van het Platform Handschriftontwikkeling is technologie de oorzaak en boert de kwaliteit van het handschrift achteruit.